# Molomea fatalis
Molomea fatalis är en insektsart som beskrevs av Bonfils et Perthuis 1992. Molomea fatalis ingår i släktet Molomea och familjen dvärgstritar. Inga underarter finns listade i Catalogue of Life.